# خسرو ناقد

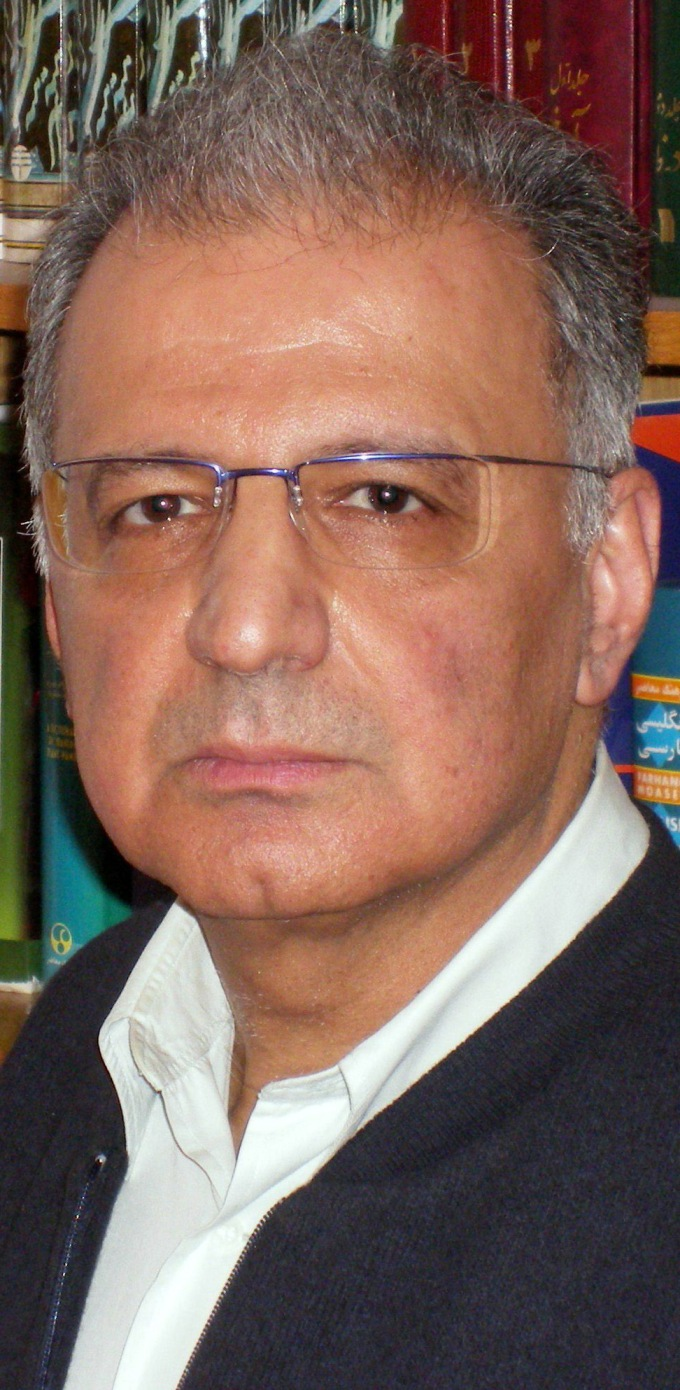
خسرو ناقد، فرهنگ نگار، نویسنده و مترجم

خسرو ناقد (متولد شیراز، ایران) فرهنگ‌نگار، نویسنده و مترجم ایرانی ساکن آلمان است.

## کتابشناسی
تألیف‌ها:
- آگاهی از نادانی (در شناخت جهان اندیشگی کارل رایموند پوپر). نشر کرگدن، تهران ١۴۰۲ (معرفی کوتاه و دانلود مقدمه کتاب )
- سنجش دیالکتیک روشنگری. نشر نی، تهران ۱۳۹۶ (معرفی کوتاه )
- خِرَدکُشی. روشنفکران و انقلاب اکتبر. نشر نی، تهران ۱۳۹۶ (معرفی کوتاه )
- رؤیاهای شرقی-غربی. از رؤیاهای گیل‌گَمِش تا کابوس‌های نیچه. انتشارات فرهنگ معاصر، تهران ۱۳۹۵
- از دانش تا فرزانگی. گفتارها و گفتگوهایی پیرامون فلسفه و ادبیات. انتشارات ققنوس، تهران ۱۳۹۰
- در ستایش گفتگو. دیدار با دیگری در عرصه فرهنگ، ادبیات و جامعه. انتشارات جهان کتاب، تهران ۱۳۸۹
- فرهنگ زبان فارسی- آلمانی، آلمانی- فارسی. انتشارات لانگن‌شایت، ۲۰۰۲ (Langenscheidt Universal-Woerterbuch Persisch. Persisch-Deutsch, Deutsch-Persisch, Berlin 2002)

ترجمه‌ها:
- رویارویی با پاسداران مطلق‌گرایی (جهان انديشگی لِشِک کولاکوفسکی). نشر نی، تهران ۱۴۰۰ (معرفی کوتاه )
- چرا جنگ؟ نامه‌نگاری آلبرت آینشتاین و زیگموند فروید. چاپ چهارم، نشر نی، تهران ١۴۰۲ (معرفی کوتاه )
- در جستجوی معنای زندگی. گفتگو با اندیشه‌ورزان اروپایی. انتشارات فرهنگ معاصر، تهران ۱۳۹۵
- سیب و سرباز، شعرهایی فراسوی وحشت. انتشارات مروارید، تهران ۱۳۹۰
- ناکجاآباد و خشونت، گفتارها و گفتگوهایی از کارل پوپر. انتشارات جهان کتاب، تهران ۱۳۸۸
- زندگی به‌رغم تاریخ، گفتارها و گفتگوهایی از لِشِک کولاکوفسکی، انتشارات جهان کتاب، تهران ۱۳۸۸
- عاشقانه‌های عصر خشونت. اریش فرید. جهان کتاب، ۱۳۸۷
- شعر روزهای دلتنگی. سروده‌های شاعران شهر کافکا. جهان کتاب، ۱۳۸۷
- مرگ را با تو سخنی نیست. گزیده شعرهای اریش فرید. نشر چشمه، ۱۳۸۶
- در سایه ماه و مرگ. گزیده شعرهای فدریکو گارسیا لورکا. کتاب روشن، ۱۳۸۵
- بر تیغه لبخند. زندگی و شعر اریش فرید. نشر شهاب ثاقب، ۱۳۷۹
- اندیشهٔ غربی و گفتگوی تمدنها. (با همکاری فریدون بدره‌ای و باقر پرهام) فرزان روز، ۱۳۷۹
- چون آب به جویبار و چون باد به دشت. رباعیات خیام (فارسی- آلمانی) ادیتسیون اورینت، ۱۹۹۲
- Wie Wasser im Strom, wie Wuestenwind. Gedichte eines Mystikers. Edition Orient، 1992